# Chemisch-mechanischer Langzeitzünder
Chemisch-mechanische Langzeitzünder (LZZ) waren eine Form von Zeitzündern. Im Luftkrieg des Zweiten Weltkriegs wurden sie in großem Umfang in Sprengbomben der britischen Royal Air Force und der United States Army Air Forces (USAAF) verwendet. Sie sollten Lösch- und Bergungsarbeiten behindern bzw. unmöglich machen und durch die Detonation noch Stunden nach Ende des Luftangriffs auch Personen treffen, die ihre Schutzräume verlassen hatten. Die Heimtücke dieser Fliegerbomben wurde daher von der NS-Propaganda besonders angeprangert. Ob ihr Einsatz ein Verbrechen gegen die Menschlichkeit war, wird bis heute diskutiert (siehe auch Haager Landkriegsordnung von 1907, Art. 25).
Nicht detonierte Bomben (auch solche mit konventionellen Aufschlagzündern) befinden sich aufgrund von Alterungsprozessen nach Jahrzehnten in einem äußerst gefährlichen Zustand. Diese Blindgänger dürfen auf keinen Fall in ihrer Lage verändert werden. Nach Meldung an die Polizei wird der Kampfmittelräumdienst informiert, der die Bombe entweder entschärft oder kontrolliert zur Explosion bringt.
Umgangssprachlich werden die LZZ auch Säurezünder genannt, obwohl das verwendete Aceton zu den Ketonen gehört und keine Säure, sondern ein organisches Lösungsmittel ist.

## Funktionsprinzip
Verzögerungszünder waren meist im Heck der Bombe eingebaut (Bodenzünder), um nicht beim Aufschlag beschädigt zu werden. Der Schlagbolzen wird durch eine oder mehrere Scheiben aus Zelluloid gehalten, über denen sich eine mit Aceton gefüllte Glasampulle befindet. Die Glasampulle wird bei oder während des Abwurfs zerstört, das austretende Aceton löst die Zelluloidplättchen auf. Abhängig von der Anzahl bzw. Dicke der Scheiben wird der Schlagbolzen nach einigen Stunden oder Tagen freigegeben und bringt die Bombe zur Detonation. Um zu vermeiden, dass Fliegerbomben vor Ablauf der Verzögerungszeit durch Herausschrauben des Zünders entschärft werden, waren vereinzelt Ausbausperren eingebaut, die beim Versuch einer Entschärfung die Bombe sofort zur Detonation brachten.

### USA
Bei amerikanischen Bodenzündern für GP- und SAP-Bomben von 100 bis 2000 Pfund vom Typ M123, 124 und 125 (ältere Modelle) bzw. M123A1, M124A1 und M125A1 (neuere Modelle) wurde die Glasampulle nach dem Abwurf im freien Fall durch eine von einem Windrad angetriebene Auslösespindel zerstört. Für diesen Prozess war eine Mindestfallhöhe von 100 Fuß (etwa 30 Meter) bzw. bei älteren Modellen bis zu 1800 Fuß (550 Meter) notwendig. Die Verzögerung des Auslösemechanismus konnte durch einen Zelluloid-Ring bzw. Hohlzylinder mit variabler Wandstärke auf 1 bis 144 Stunden (6 Tage) Verzögerung eingestellt werden. Nach Freigabe des Schlagbolzens schlägt dieser auf den Detonator mit dem Initialsprengstoff und bringt die Hauptladung zur Detonation.
Die Zünder sind im Aufbau weitgehend identisch und unterscheiden sich nur durch die Länge und Funktionsweise der Auslösespindel, die durch das Leitwerk der Bombe führt, das je nach Bombengröße unterschiedlich groß war. Bei den neueren A1-Modellen wurde die Auslösespindel direkt über ein Windrad mit acht Schaufeln angetrieben, während die älteren Modelle ein Getriebe und vier Schaufeln hatten. Diese Zünder reagieren sehr spezifisch auf Temperaturschwankungen: Temperaturen über 10 °C beschleunigen den Prozess, unter 10 °C wird der Prozess gehemmt. Bei einer Temperatur von rund −4 °C erfolgt die Detonation bei einer nominellen Verzögerung von 1 Stunde erst nach rund 2 1⁄2 Stunden – bei einer Temperatur von etwa 32 °C löst der Zünder bei einer voreingestellten Zeit von 144 Stunden bereits nach 52 Stunden aus. Ein Überschreiten von bestimmten Temperaturschwellwerten während des Transports konnte zudem zu spontaner Detonation führen, weshalb die Zünder teilmontiert ohne Detonator und einem Temperaturindikator geliefert und erst unmittelbar vor dem Einsatz montiert wurden.
Zudem verfügen diese Zünder ausnahmslos über eine Ausbausperre, die nach Einbau des Zünders in die Bombe nicht mehr entfernt werden konnte. Um eine unabsichtliche Detonation im Flugzeug zu verhindern, wurde das Windrad und die Auslösespindel durch einen Sicherheitsdraht blockiert. Dieser Draht wurde während des Abwurfs herausgezogen – ein nachträgliches Entschärfen, selbst für geschultes Personal war in der Konstruktion nicht vorgesehen – die Bomber-Besatzungen waren angewiesen, nicht abgeworfene Bomben über feindlichem Territorium oder über tiefen Gewässern abzuwerfen.

### Vereinigtes Königreich
Nach einem anderen chemischen Prinzip funktionierten die britischen Bleistiftzünder (Switch No. 10), die z. B. beim Attentat vom 20. Juli 1944 auf Adolf Hitler verwendet wurden.

### Deutsches Reich
Von der deutschen Luftwaffe wurden ebenfalls Langzeitzünder eingesetzt. Diese verfügten entweder über eine vergleichbare chemisch-mechanische Funktion (LZtZ (57)) mit Verzögerungszeiten bis zu 100 Stunden oder über ein mechanisches Uhrwerk mit einer Laufzeit von bis zu 72 Stunden (LZtZ (17)). Die Ausbausperre wurde durch einen separaten Zusatzzünder (ZusZ 40), der unter dem LZtZ (17) eingebaut wurde, bewirkt bzw. war im LZtZ (57) bereits integriert.

## Besonderheiten
Da die schweren Sprengbomben bei einem flachen Einschlagwinkel, besonders in Sand- und Lehmboden, häufig eine bogenförmige Bewegung machten, blieben sie im Erdreich oft mit der Spitze nach oben liegen. Da Aceton schnell verdunstet, konnte die verbleibende Menge die Zelluloidplättchen nicht mehr vollständig auflösen und die Bombe wurde zum Blindgänger. Da äußerlich nicht zu erkennen ist, ob z. B. der Zünder beschädigt bzw. blockiert ist oder lediglich noch nicht ausgelöst hat, stellen diese Blindgänger eine latente Gefahr dar.

## Alterungsproblem
Alle Blindgänger sind aufgrund von Alterungsprozessen nach Jahrzehnten in einem sehr gefährlichen Zustand; kleinste äußere Einwirkungen wie Erschütterungen können zur Explosion führen. Ebenso kann Korrosion den Zünder auslösen. Immer wieder kommt es auf dem Gebiet des früheren Deutschen Reiches zu einer solchen Selbstdetonation, ein Gutachten nennt 2008 „seit 1990 […] auf dem Gebiet der Bundesrepublik nachweislich acht Selbstdetonationen“.
Die Entschärfung von Blindgängern mit chemisch-mechanischen Langzeitzündern ist aufgrund des unbekannten Zustands der Zünder und eventueller Ausbausperren ausgesprochen schwierig. Es werden nach Möglichkeit Verfahren eingesetzt, die „unter Sicherheit“, d. h. ferngesteuert, erfolgen können. Trotzdem muss die Bombe freigelegt und die für die Entschärfung nötigen Geräte am Zünder bzw. an der Bombe angebracht werden. In der Folge kommt es immer wieder zu tragischen Unfällen, bei denen die Entschärfer ums Leben kommen (z. B. 1990 in Wetzlar bei der Entschärfung selbst sowie 2003 in Salzburg und 2010 in Göttingen bei der Vorbereitung).

### Bekanntgewordene Selbstdetonationen seit 1977
- 1977 in Oranienburg, 250-kg-Bombe[11]
- 1981 in Oranienburg, 500-kg-Bombe[11]
- 1982 in Oranienburg, 250-kg-Bombe[11]
- 1991 in Oranienburg, 250-kg-Bombe[11]
- 1993 im Lehnitzsee in Oranienburg, 250-kg-Bombe
- 26. Juni 1999 in Nidda-Harb[1]
- 28. September 2000 auf dem Flughafen Siegerland bei Burbach[1]
- 10. Mai 2001 in Bodman-Ludwigshafen[1]
- 17. Juli 2003 in Salzburg (Österreich, bei der Vorbereitung zur Entschärfung, zwei Tote)[1][12]
- 07. Oktober 2004 in Linz (Österreich, bei Bauarbeiten oberhalb der Bombe)[1]
- 03. Februar 2005 in Offenbach[1]
- 05. April 2007 in Kassel[1]
- 19. September 2008 in Wien (Österreich)[1]
- 30. Juni 2009 bei Nidda-Harb[1]
- 01. Juni 2010 in Göttingen (bei der Vorbereitung zur Entschärfung, Umstände nicht genau geklärt, drei Tote)[1]
- 15. Juni 2011 bei Unterföhring nördl. München (genaues Datum unbekannt, Krater wurde nach der Detonation entdeckt).[13]
- 05. November 2011 in Theinstetten bei Ybbs an der Donau (Österreich)[14]
- 25. August 2012 in der Donau in Wien[15]
- 21. Juli 2013 bei Alten-Buseck[16]
- 24. Juni 2019 bei Limburg[17][18]
- 5. August 2023 in Vals in Tirol[19]

### Erfolgreiche Entschärfungen
Am 16. März 2011 wurde am Duisburger Innenhafen eine Bombe mit einem chemisch-mechanischen Langzeitzünder gefunden, die ohne Zwischenfall entschärft werden konnte. Eine ähnliche Situation ereignete sich am 23. August 2011 in Koblenz. Die entdeckte Fliegerbombe mit Langzeitzünder führte zu einer sofort eingeleiteten Evakuierung, da die Bombe zu explodieren drohte. Die Entschärfung selbst wurde mittels einer Vorrichtung aus 100 m Entfernung durchgeführt.
Am 29. November 2012 wurde bei Bauarbeiten im Klinikviertel in der Dortmunder Innenstadt eine Fliegerbombe mit Langzeitzünder entdeckt. Nach umfangreichen Evakuierungsmaßnahmen konnte sie am späten Abend desselben Tages entschärft werden.
16. Oktober 2019 wurde in einem Wohngebiet in Hamburg-Schnelsen eine Bombe mit einem chemisch-mechanischen Langzeitzünder gefunden, die ebenfalls ohne Zwischenfall entschärft werden konnte. Evakuiert wurde in einem Umkreis von 300 m; Straßen sowie der Hamburger Flughafen wurden für mehrere Stunden gesperrt.
In Oranienburg wurden seit 1990 bereits die 200. Bombe mit chemisch-mechanischem Langzeitzünder unschädlich gemacht.
Am 27. November 2015 wurden auf einem nur 700 Quadratmeter großen Grundstück nacheinander vier 250 kg-Bomben entschärft; davon lagen zwei Bomben direkt übereinander.
Am 30. Januar 2021 wurden in Göttingen vier 500-kg-Bomben mit Langzeitzündern kontrolliert gesprengt; zuvor waren 8000 Menschen evakuiert worden.
Am 19. August 2024 wurde in Stuttgart-Feuerbach eine 250 Kilogramm schwere, britische Fliegerbombe entschärft.
Am 30. August 2024 wurde im chemischen Komplex von Orlen Unipetrol RPA in Záluží u Litvínova eine 250 Kilogramm schwere, britische Fliegerbombe entschärft. Im Jahr 1939 wurde in Záluží, südlich der Stadt Litvínov, unter dem Namen Sudetenländische Treibstoffwerke (STW) ein großes Chemiewerk zur Herstellung von synthetischem Benzin aus Kohle (die heutige Unipetrol RPA) gegründet. Diese Fabrik wurde am Ende des Krieges mehrfach bombardiert. Die Entschärfung der Bombe dauerte 5 Tage, während derer die gesamte Fabrik stillgelegt werden musste.

### Kontrollierte Sprengungen (Auswahl)
- 25. März 2011 in Graz[29]
- 27. Juli 2012 in Duisburg[30]
- 28. August 2012 in Schwabing in München[31]
- 17. September 2012 in Viersen[32]
- 27. November 2012 in Duisburg[33]
- 31. Januar 2014 in Köln[34]
- 19. August 2014 an der A3 in der Nähe des Offenbacher Kreuzes[35]
- 02. März 2016 in Essen am EUROPA-CENTER in der Nähe der A40[36]
- 06. Dezember 2018 Kiel-Gaarden. Die Bombe wurde zur Sprengung mit 20 Tonnen Wasser bedeckt.[37]
- 18. Februar 2019 in Nürnberg[38]
- 13. August 2019 in Bergkamen[39]
- 28. August 2019 in Essen[40]
- 07. Oktober 2020 in Köln-Klettenberg[41]
- 31. Januar 2021 in Göttingen[42]
- 1. April 2022 in Kiel[43]
- 25. Oktober 2022 in Bischofsheim[44]
- 25. März 2023 in Göttingen[45]
- 25. Oktober 2024 in Bottrop-Welheim[46]